# Де Марез Ойенс, Йоханнес Христиан
Йоханнес Христиан де Марез Ойенс (нидерл. Johannes Christiaan de Marez Oyens; 21 января 1845, Амстердам, Нидерланды — 11 августа 1919, Гармиш-Партенкирхен, Бавария, Германская империя) — нидерландский государственный деятель, министр водного хозяйства, торговли и промышленности Нидерландов (1901—1905).

## Биография
Был представителем семьи Ойенс, его отец добавил фамилию де Мареза (фамилия его матери) к своей.
В 1872 г. окончил юридический факультет Лейденского университета с присвоением докторской степени. Затем он десять лет работал юристом и заместителем председателя суда одного из районов Амстердама.
В 1882 г. был назначен начальником юридического отдела в министерстве колоний, а в 1885 г. — начальником управления в министерстве водного хозяйства, торговли и промышленности.
В 1901—1905 гг. — министр водного хозяйства, торговли и промышленности Нидерландов. Выступил разработчиком законов о горнодобывающей промышленности (1903),
о телегравах и телефонии (1904) и правилах езды для мотоциклов и велосипедов. В 1903 г. произошла крупная забастовка на железной дороге, по его инициативе был принят закон о возбуждении государственной комиссией расследования в отношении правовых отношений и условий найма персонала железнодорожной компании.
После отставки кабинета пять лет не имел должности, в 1910 г. был избран сенатором от Южной Голландии.
Скончался, находясь на отдыхе в немецком Гармиш-Партенкирхене.

## Награды и звания
Командор ордена Нидерландского льва.